# Мобильный контейнерный центр обработки данных

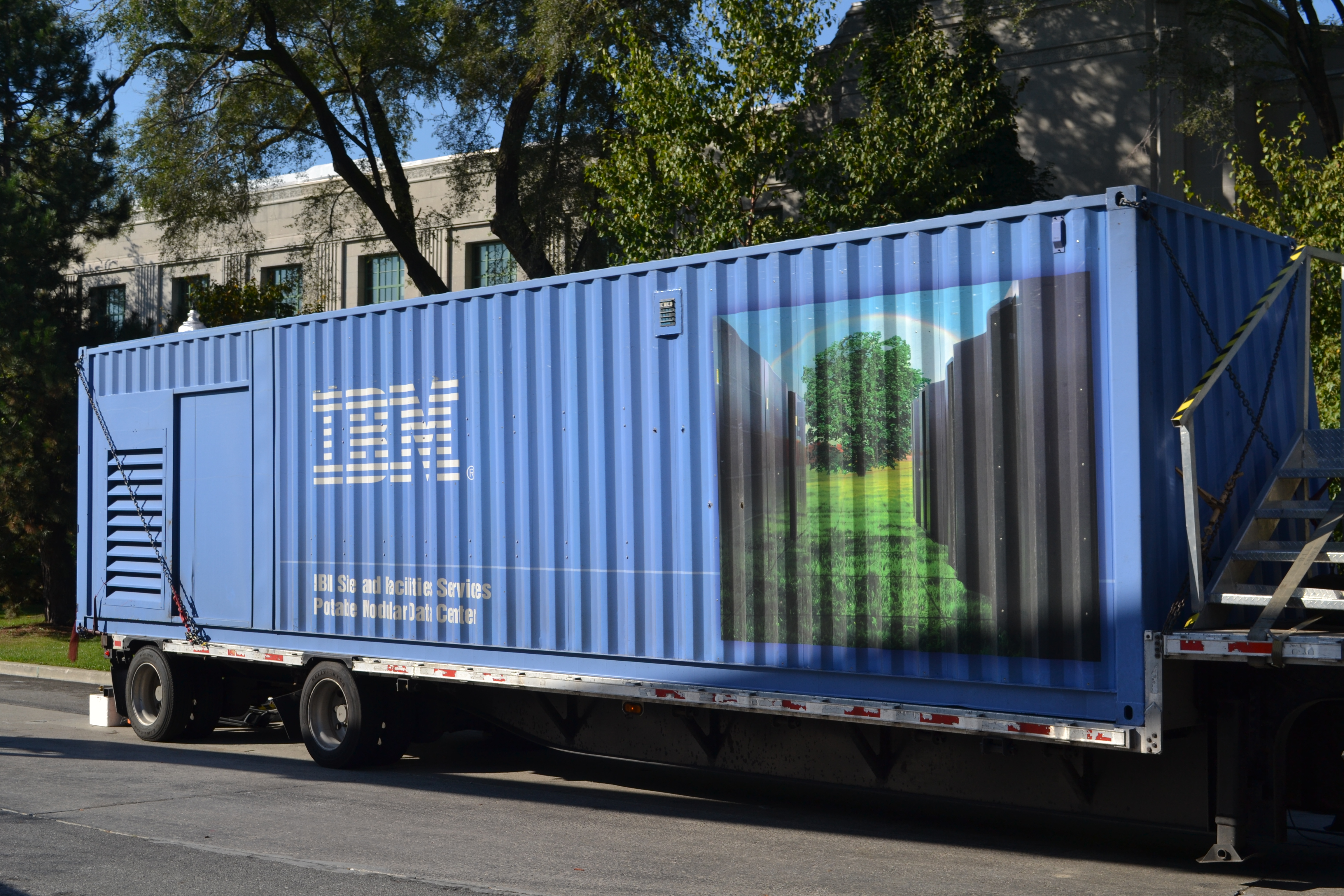
Мобильный контейнерный ЦОД IBM

Мобильный контейнерный центр обработки данных (мобильный ЦОД, контейнерный дата-центр) — одномодульный центр обработки данных, размещённый в специализированном транспортном контейнере, оснащённый комплексом информационной, телекоммуникационной и инженерной инфраструктуры, подключенный к каналам связи и предназначенный для хранения и обработки информации, а также оказания комплекса предоставляемых услуг в установленном сегменте сети. Обычно стойки с оборудованием размещаются в стандартных ISO-контейнерах размером 20 и 40 футов.
Первоначально мобильные контейнерные центры обработки данных использовались американскими военными. Первый коммерческий продукт — Sun Project Blackbox был представлен в 2006 году. В 2009 году компания Google раскрыла информацию о том, что она использует центры обработки данных контейнерного типа с 2005 года.
Контейнерные центры имеют преимущества так как могут перевозиться автомобильным и железнодорожным транспортом. Могут располагаться рядом с уже существующими мощностями, используя общий резервный генератор.